# Praça de Toiros do Cartaxo
A Praça de Toiros do Cartaxo é uma Praça de Toiros localizada no Cartaxo. Foi inaugurada a 23 de Agosto de 1874. Tem a classificação administrativa de 2ª Categoria.

## História
O concelho (atual município) do Cartaxo tem uma longa história na criação de toiros bravos e na realização de corridas de toiros.
Construída segundo o modelo arquitectónico da antiga Praça de Toiros de Badajoz, a Praça de Toiros do Cartaxo foi construída por iniciativa de Artur Peres Vilhena Barbosa, sendo as obras financiadas por subscrição pública. A construção durou 12 semanas.
Na corrida inaugural, em 23 de Agosto de 1874, foram lidados toiros de João Inácio da Costa, ganadaria localizada no concelho do Cartaxo.

## Descrição
De estilo clássico, o edifício consta de planta circular, com bancadas, galerias e 44 camarotes. A arena circular possui 96 metros de perímetro. Tem uma lotação de 5.500 lugares.

## Actualidade
Actualmente a Praça de Toiros do Cartaxo é um equipamento cultural público usado para a realização de espectáculos tauromáquicos mas também para concertos musicais e outros eventos culturais da iniciativa da Câmara Municipal.